# Princesse Zelda (série télévisée d'animation)
 (avril 2022).
Si vous disposez d'ouvrages ou d'articles de référence ou si vous connaissez des sites web de qualité traitant du thème abordé ici, merci de compléter l'article en donnant les références utiles à sa vérifiabilité et en les liant à la section « Notes et références ».
Princesse Zelda (The Legend of Zelda) est une série télévisée d'animation canadienne et américaine basée sur la série de jeux vidéo The Legend of Zelda, réalisée par DiC et diffusée du 8 septembre au 1er décembre 1989 en syndication.
En France, la série a été diffusée dans Éric et toi et moi en 1990 sur Antenne 2. Elle a ensuite été rediffusée en 1993 sur France 2 dans Télévisator 2, puis en octobre 1995 sur France 3 dans Bonjour Babar.

## Synopsis
Au Royaume d’Hyrule, le courageux combattant qu’est Link a été désigné par le Roi pour veiller sur la Triforce de la Sagesse (un puissant diamant appelé Force Trois ou Trois Forces) ainsi que sur la Princesse Zelda. Logeant dans le château à côté de ce fameux Force Trois, il doit repousser les nombreuses attaques du maléfique Ganon. Ce dernier, possesseur de la Triforce du Pouvoir, vit dans les bas fonds du Royaume et envoie ses monstres auxquels il se joint parfois pour capturer la Triforce de la Sagesse ou kidnapper Zelda. Ganon n’a qu’un objectif : asservir Hyrule.
Mais c’est sans compter sur Link qui, aidé de sa fée Esprit et de son épée magique, renverra Ganon et ses monstres sous terre, tout en espérant une juste récompense de Zelda à savoir un baiser qu’il n’obtient jamais…

## Distribution
- Cyndy Preston (VF : Virginie Ledieu (ép. 3, 11 et 12), Céline Monsarrat (ép. 4, 6 et 7), Brigitte Morisan (ép. 5), Laurence Crouzet (ép. 13)) : Princesse Zelda
- Jonathan Potts (VF : Olivier Destrez) : Link
- Len Carlson (VF : Georges Atlas) : Ganon, Moblins
- Colin Fox (VF : Raoul Delfosse) : Le Roi Harkinian
- Allan Stewart-Coates (VF : ?) : Triforce de la Force
- Elizabeth Hanna (VF : ?) : Triforce de la Sagesse
- Paulina Gillis (VF : Valérie Siclay) : Esprit
- Don Francks (VF : ?) : voix additionnelles
- Marvin Goldhar (VF : ?) : voix additionnelles
- Christopher Ward (VF : ?) : voix additionnelles
- ? (VF : Raoul Delfosse) : certains méchants
- ? (VF : Luq Hamet) : Le Prince (ép. 3)
- ? (VF : Maurice Sarfati) : certains méchants

## Épisodes
1. L’Anneau (The Ringer)
2. Coup de froid (Cold Spells)
3. Le Chevalier (The White Knight)
4. Gros bisous (Kiss 'N Tell)
5. La Licorne (Sing for the Unicorn)
6. On coule ! (That Sinking Feeling)
7. Le Miroir magique (Doppleganger)
8. Le Labyrinthe souterrain (Underworld Connections)
9. Tel est pris (Stinging a Stinger)
10. Du beau travail (Hitch in the Works)
11. Les Contes du printemps (Fairies in the Spring)
12. Le Chaînon manquant (The Missing Link)
13. La Révolte (The Moblins Are Revolting)

## Commentaires
Cette série d’animation est l’adaptation de The Legend of Zelda, une des plus célèbres séries de jeux vidéo dont le design a été développé par Shigeru Miyamoto et Takashi Tezuka pour la marque japonaise de console de jeux vidéo, Nintendo. Pour être précis, la série s’inspire du premier jeu sorti sur NES, The Legend of Zelda, mais on trouve également quelques références au second jeu Zelda II: The Adventure of Link.
Outre les personnages principaux, on retrouve les quelques vilains des jeux ainsi que de nombreux objets comme les rubis, la flûte ou encore l’épée par laquelle Link peut envoyer des rayons magiques qui font disparaître les ennemis touchés. Les sons et les célèbres thèmes musicaux ont aussi été adaptés pour la série, ce qui permet de retrouver toute l’ambiance des jeux.
La différence notable dans cette adaptation se situe au niveau de certains personnages. Le Roi fait son apparition (on ne le voit pas dans les deux jeux) et les morceaux de la Triforce sont doués de parole. Zelda n’est plus la pauvre princesse à sauver - même si elle se retrouve parfois en mauvais posture - mais une femme courageuse prête à se battre quand il le faut avec son arbalète ou son arc à flèches magiques. La belle robe a ainsi disparu laissant place à une tenue plus décontractée de cavalière. Quant à Link, hormis la tâche qui lui est confiée, il ne cessera de chercher à conquérir le cœur de la belle Zelda en espérant d’elle un bisou. Quand il n’essuie pas un refus, un événement impromptu surgira toujours empêchant le pauvre Link d’avoir son baiser.
Ce sont toutes ces différences par rapport aux jeux vidéo ajoutées à des histoires dont les trames sont, en somme, toutes assez similaires d’un épisode à un autre qui ont fait que cette série d’animation n’aura pas obtenu un grand succès auprès des téléspectateurs et surtout auprès des fans. Ces derniers remarqueront que, comme dans le premier jeu vidéo, il n’est question que de deux morceaux de Triforce, celle de la Sagesse et celle de la Force. La Triforce du Courage n’apparaîtra qu’à partir de The Adventure of Link mais le dessin animé n’en parlera pas. À ce propos, selon les épisodes, ces diamants sont parfois appelés Triforce et d’autres fois Force Trois, un nom quelque peu douteux.
La série était une partie intégrante de Super Mario Bros. Ainsi tout comme le jeu vidéo homologue, chaque épisode bénéficiait d’une séquence introductive avec acteurs réels, en l’occurrence Mario et Luigi. Le générique de fin, quant à lui, était celui de Super Mario Bros avec quelques notes à part concernant le staff ayant travaillé spécifiquement sur Princesse Zelda. La série fut interrompue avec la fin du show de Mario si bien qu’il n’y a jamais vraiment eu de fin. Le dernier épisode de l’unique saison se finissant comme un épisode quelconque de la série.
Notons que les personnages de Ganon, Link et la princesse Zelda sont réapparus par la suite dans la série Captain N (Captain N: The Game Master), produite également par DIC, avec un design un peu différent toutefois.
En France, la diffusion de Princesse Zelda sur Antenne 2 (devenue France 2) aura été discrète mais remarquée. Deux cassettes VHS étaient sorties dans le commerce chez Polygram Vidéo mais aucun DVD n’est pour l’instant sorti en français.
Le doublage français du personnage de Zelda n’aura semble-t-il pas été simple puisqu'en seulement treize épisodes, la princesse a eu au moins quatre voix différentes. Elle pouvait même avoir deux voix différentes au cours d’un même épisode, entre sa voix dans le générique de début (identique visuellement mais rejoué à chaque fois) et sa voix dans l’épisode même.